# Belasting Vijfje

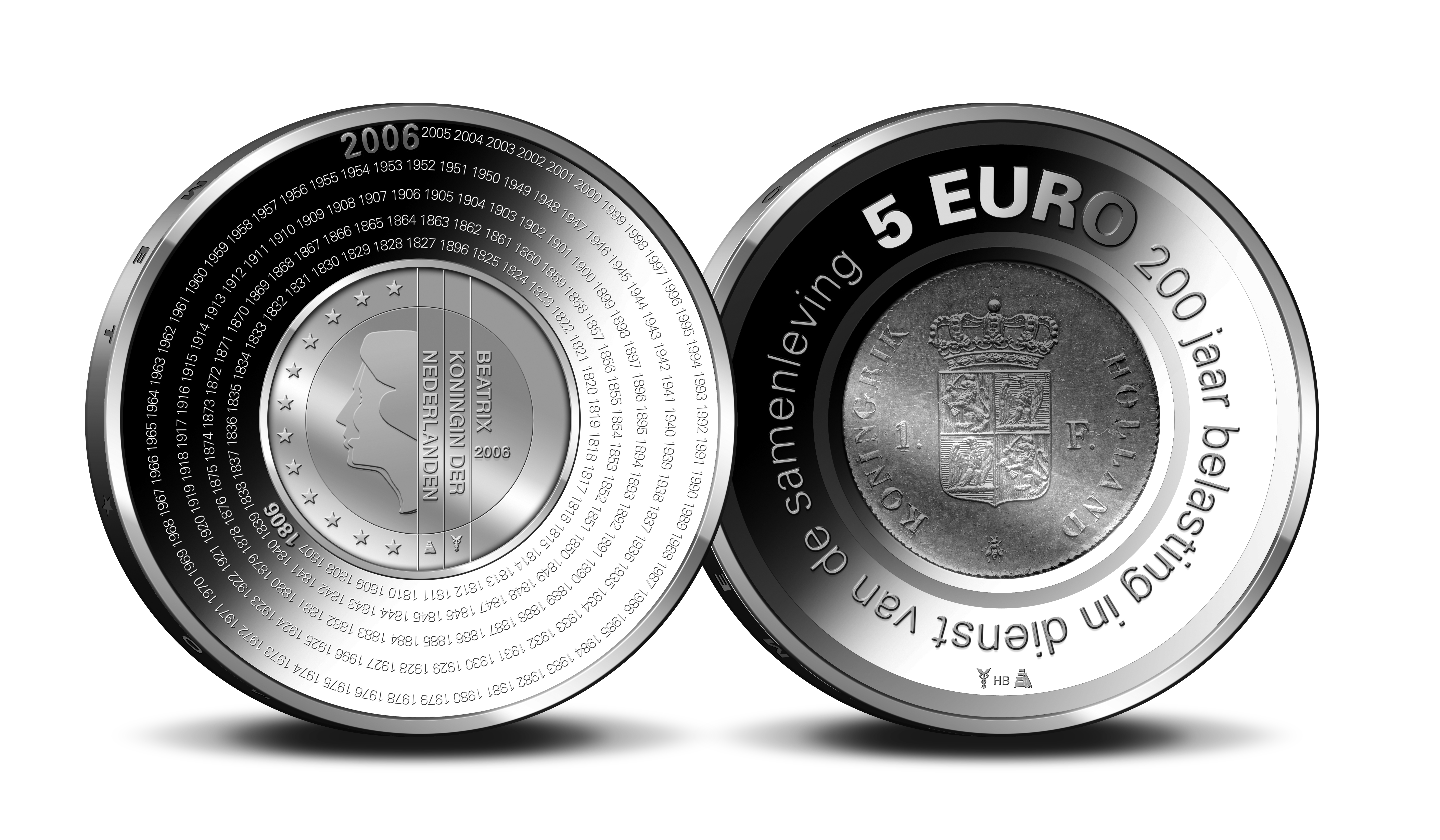
Vijfeuro-versie

Het Belasting Vijfje is een Nederlandse meerwaardeherdenkingsmunt geslagen in 2006 ter ere van het 200-jarig bestaan van de Nederlandse Belastingdienst. De eerste slag is verricht door toenmalig minister van Financiën Gerrit Zalm. Tegelijkertijd werd er ook een tentoonstelling over de Belastingdienst geopend.

## Thema
De munt heeft als thema de Nederlandse Belastingdienst, een voorloper van deze dienst is onder minister Alexander Gogel ingevoerd. Hij heeft in 1806 een algemeen belastingstelsel ingevoerd. Voordat dit belastingstelsel werd ingevoerd werd er belasting geheven op primaire levensmiddelen. Tegenwoordig heeft de belastingdienst veel meer taken dan alleen belasting heffen. De Nederlandse Belastingdienst houdt ook controle op administraties en houdt toezicht op grensoverschrijdend goederenverkeer (middels de douane).
De munt is ontworpen door Hennie Bouwe, hij heeft door middel van een munt-in-muntontwerp de positieve kant van de belastingdienst willen visualiseren. De belastingdienst staat namelijk 200 jaar in de kern van de samenleving. Omdat in 1806 er ook voor het eerst een nieuwe munt geslagen werd is er een munt van toen en een munt van nu op het Belasting Vijfje geplaatst. Deze twee munten vormen samen de basis van een nieuw wettig betaalmiddel.

## Specificaties
De specificaties van de circulatiemunt gelden ook voor de Eerste Dag Uitgifte. 
|           | Circulatie Vijfje       | Proof Vijfje            | Tientje              |
| --------- | ----------------------- | ----------------------- | -------------------- |
| Metaal:   | zilver 925/1000         | zilver 925/1000         | goud 900/1000        |
| Gewicht:  | 11,9 gram               | 11,9 gram               | 6,72 gram            |
| Diameter: | 29 mm                   | 33 mm                   | 22,5 mm              |
| Oplage:   | 15.000                  | Onbekend                | 5.000                |
| Rand:     | * GOD * ZIJ * MET * ONS | * GOD * ZIJ * MET * ONS | Fijn geribbelde rand |

Gulden herdenkingsmunten:

Dubbelkop 1980 · Unie van Utrecht · Voetbalvijfje

Nederlandse euro-herdenkingsmunten:

herdenkingsmunten van € 2: Erasmusmunt · Dubbelkop Beatrix-Willem-Alexander · 200 jaar koninkrijk

meerwaardeherdenkingsmunten:

Zilveren vijfjes: Vincent van Gogh Vijfje · Europamunt · Koninkrijksmunt · Vredes Vijfje · Belasting Vijfje · Australië Vijfje · Rembrandt Vijfje · Michiel de Ruyter Vijfje · Architectuur Vijfje · Manhattan Vijfje · Japan Vijfje · Max Havelaar Vijfje · Waterland Vijfje · Schilderkunst Vijfje · Muntgebouw Vijfje · WNF Vijfje · Tulpen Vijfje · Beeldhouwkunst Vijfje · Grachtengordel Vijfje · Vrede van Utrecht Vijfje · Rietveld Vijfje · Vredespaleis Vijfje · De Nederlandsche Bank Vijfje · Van Nelle Vijfje · Waterloo Vijfje · Wadden Vijfje · Jheronimus Bosch Vijfje · Stelling van Amsterdam Vijfje · Johan Cruijff Vijfje · Fanny Blankers-Koen Vijfje · Schokland Vijfje · Wageningen Universiteit Vijfje · Luchtvaart Vijfje · Beemster Vijfje · Market Garden Vijfje · Jaap Eden Vijfje

Zilveren tientjes: Huwelijksmunt · Geboortemunt · Jubileummunt · Koningstientje · Verjaardagstientje
Caribisch Nederland: BES-dollar (2011, 2013)